# Pelle Larsson
Pelle Gustav Gösta Larsson, född 23 februari 2001, är en svensk professionell basketspelare från Nacka som spelar i Miami Heat i den amerikanska basketligan National Basketball Association (NBA). Han spelade tidigare collegebasket i Utah Utes och Arizona Wildcats.